# Fiesta del cangrejo
La fiesta del cangrejo es una celebración gastronómica tradicional del verano en los países nórdicos. La tradición surgió en Suecia, donde esta fiesta se llama kräftskiva, y se extendió a Finlandia a través de la población suecohablante de ese país.
La fiesta del cangrejo suele celebrarse en agosto, tradición que comenzó porque la pesca de cangrejos en Suecia estuvo, durante la mayor parte del siglo XX, restringida legalmente al final del verano. Actualmente, la kräftpremiär (‘estreno del cangrejo de río’) a principios de agosto no tiene importancia legal. La fiesta suele hacerse tradicionalmente al aire libre, pero también a menudo bajo techo cuando hay mal tiempo o muchos mosquitos. Suelen usarse accesorios festivos como gorros de cartón, manteles de papel, lámparas de papel (a menudo representando la cara de la Luna) y petos (baberos). Es frecuente que haya una atmósfera alborotada y ruidosa, cantándose canciones tradicionales para beber (snapsvisa). Se considera correcto chupar el jugo de los cangrejo antes de quitarles la cáscara.
En la costa occidental sueca es frecuente sustituir el cangrejo de agua dulce por havskräfta (‘cigala’).

## Cocina

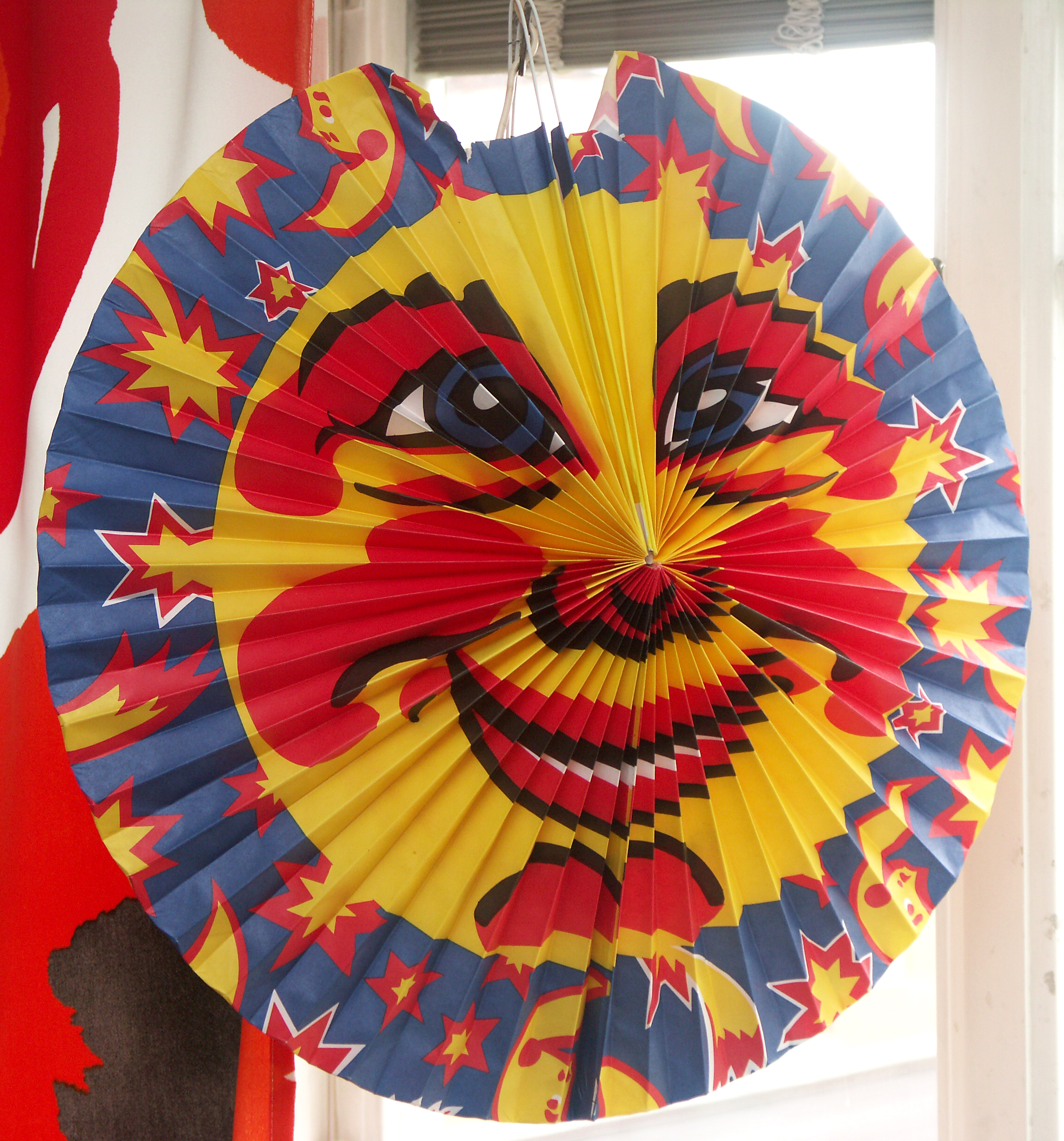
Lámpara de papel típica de kräftskiva.

Se sirven akvavit y otros tipos de snaps, además de cerveza. 
El marisco se cuece en agua salada y se condimenta con eneldo fresco (preferiblemente cosechado junto antes de que florezca), sirviéndolo frío y comiéndolo con los dedos. Se sirven pan, tartas de hongos, queso Västerbotten fuerte, ensaladas y otros platos en bufé.

## España
Desde hace más de 40 años, en la localidad de Herrera de Pisuerga en la provincia de Palencia se viene celebrando el Festival Nacional de Exaltación del Cangrejo de río debido a que éste crustáceo ha estado siempre muy ligado a la gastronomía de la zona.
Desde 2011 dicha localidad incluye en sus actos festivos una "Cena sueca" en la que los vecinos adoptan la tradición sueca de cenar en la calle a la luz de farolillos y velas al más puro estilo kräftskiva. Con motivo de la celebración de la primera "Cena sueca", el Festival contó con la asistencia de la secretaria y jefa de Cancillería de la Embajada de Sueca en España, Eva Boix.